# Grb Občine Šentjernej
Grb Občine Šentjernej je upodobljen  na ščitu poznogotskega stila, sanitske oblike z zelenim poljem. Na zeleni podlagi je upodobljen pojoči petelin rumene barve, ki stoji na ravnih tleh črne barve in je obrnjen na levo stran. Petelin ima rdečo naglavno grbo in kljunske priveske, v repu in na krilu pa ima po eno črno pero. Zlati trak, ki ga ima ščit na svojih zunanjih robovih, lahko služi le kot grbovni okras.